# Napoleon Joseph Perché

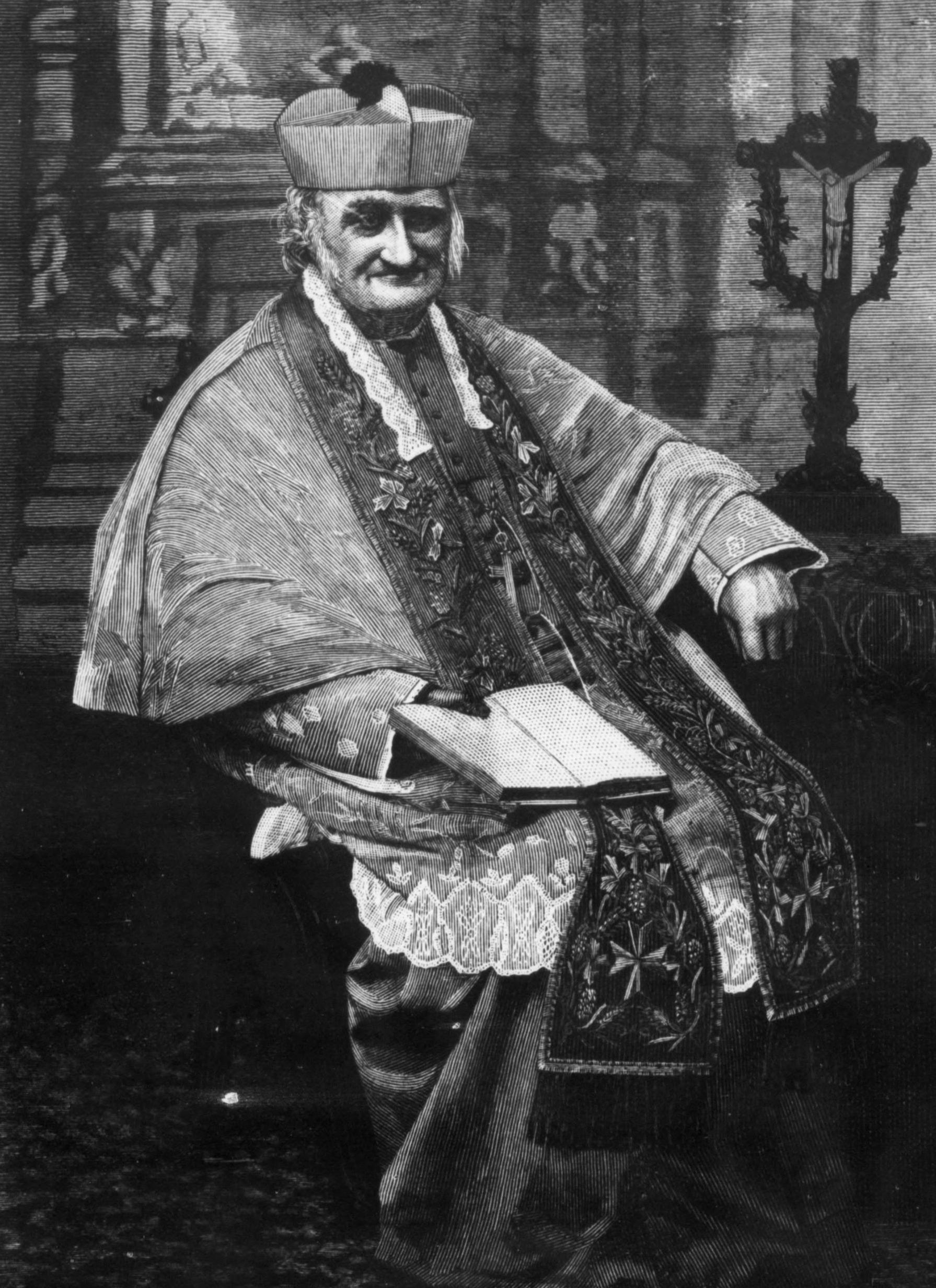
Napoleon Joseph Perché

Napoleon Joseph Perché (* 10. Januar 1805 in Angers, Frankreich; † 27. Dezember 1883 in New Orleans, USA) war Erzbischof von New Orleans.

## Leben
Napoleon Joseph Perché empfing am 19. September 1829 das Sakrament der Priesterweihe. Anschließend war er seelsorglich tätig im Bistum Angers. 1837 kam Napoleon Joseph Perché in die USA. Bis 1842 war er im Bistum Bardstown tätig.
Am 8. Februar 1870 ernannte ihn Papst Pius IX. zum Titularerzbischof von Abdera und bestellte ihn zum Koadjutorerzbischof von New Orleans. Der Bischof von Columbus, Sylvester Horton Rosecrans, spendete ihm am 1. Mai desselben Jahres die Bischofsweihe; Mitkonsekratoren waren der Bischof von Nashville, Patrick Augustine Feehan, und der Koadjutorbischof von Chicago, Thomas Patrick Roger Foley.
Am 25. Mai 1870 wurde Napoleon Joseph Perché in Nachfolge des verstorbenen Jean Marie Odin CM Erzbischof von New Orleans.